# 斯泰扎里鄉
44°46′N 23°41′E / 44.767°N 23.683°E
斯泰扎里鄉（羅馬尼亞語：Comuna Stejari, Gorj），是羅馬尼亞的鄉份，位於該國西南部，由戈爾日縣負責管轄，面積75平方公里，海拔高度263米，2007年人口3,076，人口密度每平方公里41人。